# Scopula sebata
Scopula sebata là một loài bướm đêm trong họ Geometridae.